# Cadalen
 Cadalen  (en occitano Cadaluènh) es una población y comuna francesa, ubicada en la región de Mediodía-Pirineos, departamento de Tarn, en el distrito de Albi y cantón de Cadalen.

## Demografía
| 1181 | 1136 | 1050 | 1072 | 1112 | 1206 |
| Para los censos de 1962 a 1999 la población legal corresponde a la población sin duplicidades (Fuente: INSEE [Consultar]) |      |      |      |      |      |